# Fascie (bindweefsel)

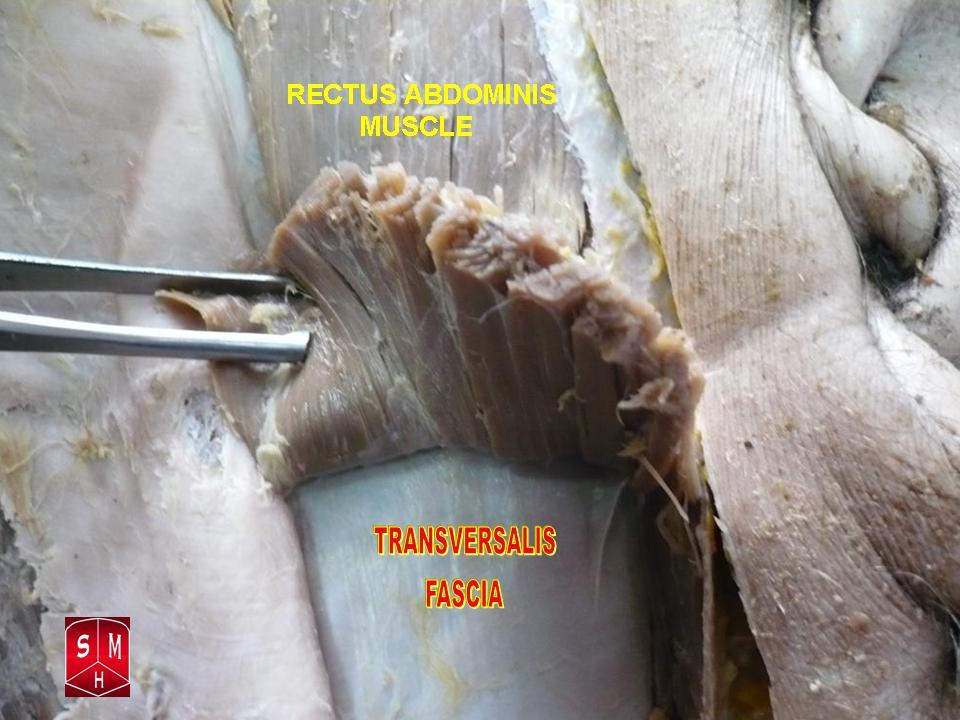
Transversale fascia = binnenste buikwandfascie

Fascie of fascia (Latijn: fascia = band), ook wel peesblad genoemd, is een bindweefsel bij de mens en de meeste zoogdieren, dat een vlies vormt tussen of rond spieren, spiergroepen, botten, gewrichten en lichaamsholtes. 

## Functie
Fascie geeft ondersteuning en bescherming aan lichaamsdelen en het geeft structuur aan het lichaam. Dit bindweefsel dient 
1. als oorsprong van spiervezels,
2. voor het uitbreiden van het tractieveld van een bepaalde spier,
3. voor het bij elkaar houden van een groep structuren en
4. voor het afsluiten van bepaalde ruimten.

## Indeling
Fascie bestaat uit vezels van collageen. Deze vezels worden aangemaakt door fibroblasten. De vezels van een fascie liggen meestal in lagen, die elkaar onder een hoek van 60 tot 70° kruisen. De Nomina Anatomica uit 1983 beschreef drie lagen fascie, terwijl de Terminologia Anatomica van 1997 slechts twee lagen beschrijft.
Bij de indeling in drie lagen onderscheidt men: onderhuidse fascie, diepliggende fascie en verbindende fascie.
- De onderhuidse fascie heeft als functie het vasthouden van lichaamsvet en water, en het geeft doorgang aan zenuwen en bloedvaten. In sommige delen van het lichaam omvat het spieren die de beweging van de huid toelaten.
- De diepe fascie ligt dieper in het lichaam dan de onderhuidse fascie. Het maakt beweging van spieren mogelijk, en, net als bij de onderhuidse fascie, geeft het doorgang aan zenuwen en bloedvaten. Op sommige plaatsen in het lichaam verzorgt het bevestiging voor spieren en vangt het in enige mate schokken op.
- De verbindende fascie ligt tussen de diepliggende fascie en de membranen die rond de lichaamsholten liggen. Het overbrugt de mogelijke ruimte tussen de diepe fascie en de membranen, het geeft flexibiliteit en maakt beweging van de interne organen mogelijk.

## Bij zoogdieren
Bij sommige zware zoogdieren, in het bijzonder bij paarden, olifanten, kamelen en neushoorns, zijn veel fasciën geel door aanwezigheid van een groot aantal elastische vezels. Zij hebben daar een dragende functie en verlenen een zekere soepelheid aan de bewegingen van het dier.

## Beeldvormend medisch onderzoek
Fasciae zijn niet te zien op röntgenfoto's en worden ook nauwelijks weergegeven bij kernspintomografie (MRI). Ondanks het feit dat fasciae overal aanwezig zijn in het lichaam, heeft het fascia-systeem weinig aandacht gekregen in de wetenschappelijke literatuur over beeldvorming, omdat het werd beschouwd als een netwerk van inerte membranen die nauwelijks betrokken zijn bij aandoeningen.

## Fasciitis
Fasciitis is een ontsteking van de fascie.